# Con il sole negli occhi
Con il sole negli occhi è un film per la televisione del 2014 diretto da Pupi Avati e prodotto da Rai Fiction e Duea film.
È stato trasmesso il 2 febbraio 2015 in prima serata da Rai 1 e Rai HD.

## Trama
Carla e Giorgio Astrei sono due avvocati di successo poco più che cinquantenni, che vivono e lavorano insieme a Roma, dove hanno molti amici ed anche una casa al mare. Non sono mai riusciti ad avere figli, ma ormai sembrano essersi abituati a vivere serenamente da soli, legati da una forte complicitá. Giorgio un bel giorno abbandona Carla per un'altra donna, decisamente più giovane, rivelandole che la tradiva già da qualche tempo, e non trovava più corretto nei suoi confronti continuare a ad ingannarla. Carla si ritrova quindi sola e cade in depressione, decidendo di trasferirsi in estrema periferia e di non presentarsi più al lavoro, oltre a cambiare mail e numero di telefono, per rendersi irrintracciabile sia al marito che ai colleghi e amici di sempre.  
Ma un giorno, mentre sta facendo benzina in un distributore, vede dietro la rete di recinzione un piccolo profugo. Colpita dai suoi occhi e dal fatto che indica una foto dove sono ritratti i suoi fratelli, chiede informazioni: il benzinaio le racconta che il piccolo vive in un centro di accoglienza lì vicino. Carla sente di aver trovato una nuova ragione di vita e visita il centro di accoglienza dove scopre che il piccolo è siriano e lo chiamano Marhaba, che vuol dire benvenuto. Due volontari del centro, Miriam ed il simpatico Marzio, sono colpiti dalla sua magnanimità e Carla chiede se può unirsi a loro e collaborare in qualche modo, sebbene non abbia mai avuto esperienze con i bambini. Il piccolo é violento e non parla con nessuno e non si sa niente di lui. Carla si appassiona al bambino e comincia a collaborare con il centro. In poco tempo riesce a conquistare la fiducia del piccolo che un giorno le porge quella famosa foto che mostra a tutti. Carla quindi parte per Lampedusa alla ricerca della sua famiglia, e lì dopo vari tentativi scopre che i fratelli risultano morti annegati. 
Tornata a Roma Carla, supportata dall'affetto di Miriam e Marzio che ripongono grande stima e fiducia in lei, si adopera per ottenere l'affidamento di Marhaba. Dopo molto tempo si ripresenta quindi al suo studio dove i vecchi amici, dapprima sconvolti dal suo cambiamento (la donna in passato guardava principalmente al denaro, come la maggioranza degli avvocati), decidono comunque di aiutarla ed insieme riescono a trovare un giudice adatto al caso, grazie al quale Carla riesce ad ottenere l'affidamento del bambino. Inizialmente non mancano i problemi, infatti il bambino scappa di casa; Carla e Marzio (che per i primi giorni vive insieme a loro) escono in piena notte a cercarlo e fortunatamente dopo qualche giro in macchina lo trovano. Carla dona ogni giorno a Marhaba l'amore di una vera mamma, appagando il suo desiderio di maternità mai realizzato in oltre vent'anni di matrimonio, e dando finalmente serenità al piccolo. Nella semplicità dei gesti quotidiani, il loro rapporto si fa sempre più stretto e addirittura Marhaba, per la prima volta dopo essere sbarcato in Italia, inizia a parlare, dicendo come prima parola "goal", mentre guarda una partita di calcio in TV.  Colma di gioia, Carla si reca subito al centro di accoglienza per raccontare la cosa a Marzio e Miriam, ma proprio da quest'ultima apprende che la comunitá siriana di Roma li ha contattati di recente dicendo loro che, molto probabilmente, i fratelli del piccolo sono in Germania, affidati ad una coppia tedesca. La donna, nonostante abbia fatto tanto in passato per cercarli, non reagisce bene alla notizia e cade in una profonda tristezza, perché sa che dovrà separarsi da Marhaba, al quale ormai si è enormemente affezionata. Per qualche giorno Carla fa finta di niente e continua la sua vita normale col bambino, promettendogli che niente e nessuno li separerà mai. 
Tuttavia il bene del bambino viene prima di tutto, così Carla si prende di coraggio e con Marhaba vola a Berlino per incontrare la famiglia, ma non dice nulla al bambino, lasciandogli credere che andranno una settimana in vacanza. Carla e la coppia tedesca, nell'ambasciata italiana, si accordano per fare incontrare i piccoli in modo casuale in modo da fugare ogni dubbio di voler sfruttare la condizione agiata dei genitori tedeschi. Carla accompagna il bambino  al parco e, dopo aver giocato vicino alla "fontana delle fiabe", mentre sta per andare via i due fratelli rincorrono Marhaba e lo abbracciano; qui si scopre che il suo vero nome è Swaim (così lo chiamano i fratelli quando con grande stupore lo vedono). 
Carla, con immenso dispiacere, ma sapendo di fare la cosa moralmente più corretta, è costretta a lasciare il piccolo con la famiglia tedesca ed i fratelli ritrovati. La donna, appena firmate le pratiche, non ha il coraggio di salutarlo e se ne va senza dire nulla, sapendo che un saluto di addio sarebbe stato troppo doloroso per entrambi e soprattutto per lei. Appena atterrata a Roma, Carla riceve una telefonata: è Marhaba (Carla gli aveva comprato un piccolo cellulare prima di partire) che le dice che va tutto bene e la ringrazia di tutto ciò che ha fatto per lui; Carla risponde ringraziando invece il bambino per averle dato una nuova ragione di vita, e di averle fatto riscoprire il valore della speranza e la solidarietà. 
Infine Carla torna a Roma e si reca, prima di andare a casa, al centro di accoglienza, dove ha deciso di continuare a collaborare.

## Ascolti
| Data        | Telespettatori | Share  |
| ----------- | -------------- | ------ |
| 02 febbraio | 4.700.000      | 16,53% |